# Alfabeto radiotelefônico
Um alfabeto radiotelefónico (português europeu) ou alfabeto radiotelefônico (português brasileiro), alfabeto de soletração ou ainda alfabeto telefónico (português europeu) ou alfabeto telefônico (português brasileiro), é um sistema de identificação das letras do alfabeto por meio de palavras-código, utilizado sobretudo na comunicação falada, especialmente por rádio ou telefone, para soletrar palavras. Deve-se evitar confundir este com o alfabeto fonético.
No mundo todo, existem inúmeros sistemas para identificar as letras do alfabeto e para unificá-los internacionalmente foi criado um alfabeto-padrão pela Organização de Aviação Civil Internacional e também adotado pela Organização do Tratado do Atlântico Norte (OTAN), o chamado Alfabeto fonético da OTAN.

## Alfabeto de soletração usado em Portugal
O usado atualmente em Portugal não é o internacional, mas um composto principalmente por nomes de terras portuguesas:
| Aveiro  | Nazaré   |
| Braga   | Ovar     |
| Coimbra | Porto    |
| Dafundo | Queluz   |
| Évora   | Rossio   |
| Faro    | Setúbal  |
| Guarda  | Tavira   |
| Horta   | Unidade  |
| Itália  | Vidago   |
| José    | Waldemar |
| Kodak   | Xavier   |
| Lisboa  | York     |
| Maria   | Zulmira  |

## Alfabeto de soletração usado no Brasil
No Brasil não há um único alfabeto de soletração. Em geral, baseia-se no alfabeto infantil ou adota-se o seguinte alfabeto:
| Amor     | Navio    |
| Bandeira | Ouro     |
| Cobra    | Pipa     |
| Dado     | Quilombo |
| Estrela  | Raiz     |
| Feira    | Saci     |
| Goiaba   | Tatu     |
| Hotel    | Uva      |
| Índio    | Vitória  |
| José     | Wilson   |
| Kiwi     | Xadrez   |
| Lua      | Yes      |
| Maria    | Zebra    |